# María Benedicta de Castro Canto y Melo
María Benedicta de Castro Canto y Melo (São Paulo, 18 de diciembre de 1792-Río de Janeiro, 5 de marzo de 1857) fue una noble brasileña, baronesa de Sorocaba por matrimonio y amante del emperador de Brasil de quien tuvo un hijo.

## Familia
Fue hija de Juan de Castro Canto y Melo, primer vizconde de Castro, y de su esposa, Escolástica Bonifácia de Oliveira Toledo Ribas. Era hermana de Domitila de Castro Canto y Melo, marquesa de Santos, que al igual que ella, fue amante del emperador Pedro I de Brasil.

## Matrimonio y descendencia
Se casó en São Paulo, Brasil el 8 de julio de 1812 con Boaventura Delfim Pereira, barón de Sorocaba, de ese matrimonio tuvo descendencia, aunque su segundo hijo, Rodrigo Delfim Pereira (1823-1891), fue siempre considerado hijo ilegítimo del emperador Pedro I de Brasil. Fue reconocido como tal en el testamento del emperador, heredando algunas de sus posesiones. Su hija Margarida de Castro Delfim Pereira se casó en primeras nupcias con António Alves Gomes Barroso, y luego con Leopoldo Augusto da Câmara Lima, primer barón de São Nicolau.